# Mickey Finn

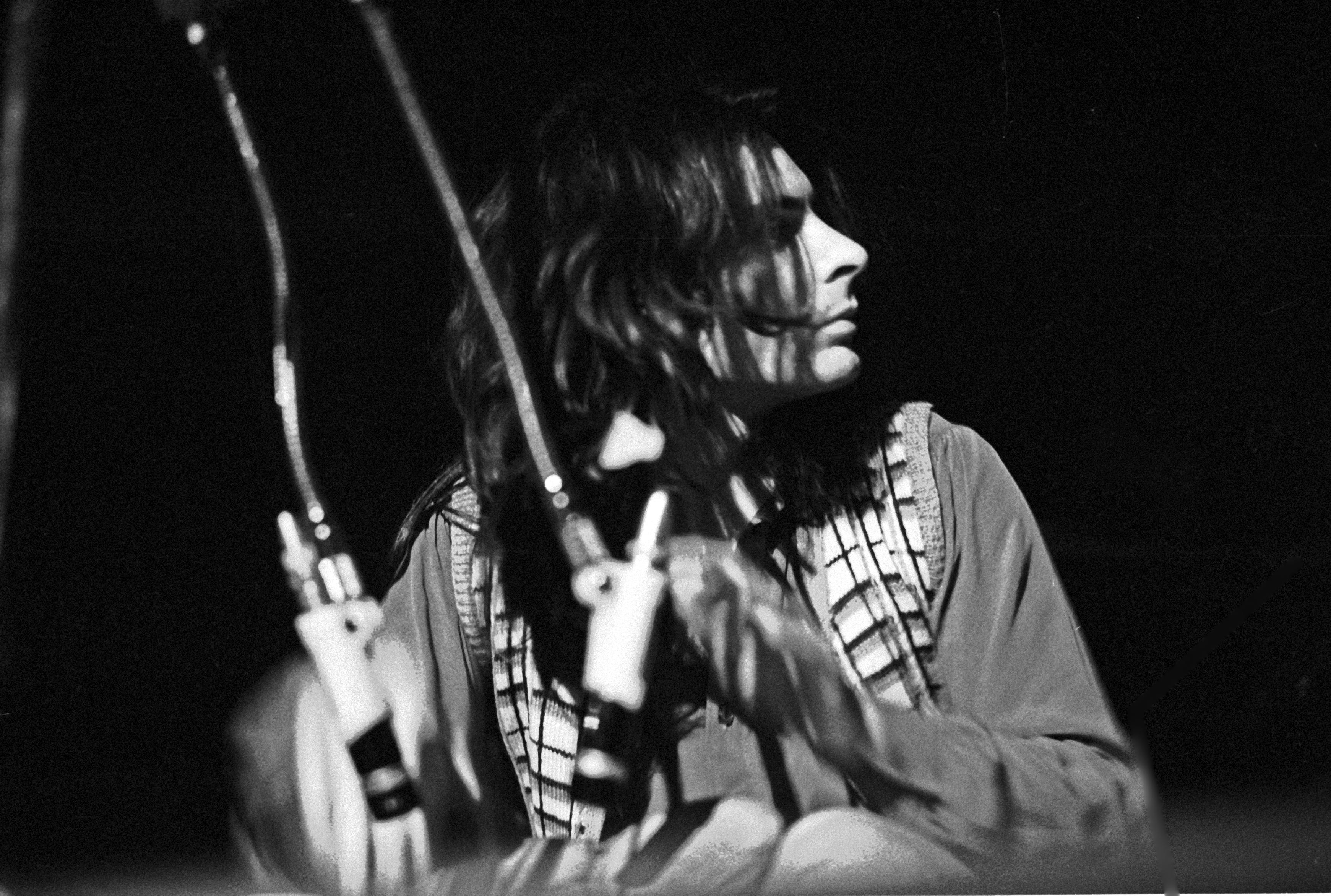
Mickey Finn

Mickey Finn (eigentlich Michael Norman Finn; * 3. Juni 1947 in Thornton Heath, London; † 11. Januar 2003 in Croydon, London) war von 1969 bis 1975 Perkussionist der britischen Glam-Rock-Band T. Rex.

## Biografie
Als Jugendlicher gehörte Mickey Finn zur englischen Mod-Szene der frühen 1960er-Jahre. Ende der 1960er-Jahre schloss er sich der Hippie-Künstlergruppe Hapshash and the Coloured Coat an, die nicht nur malte, sondern sich auch musikalisch betätigte. Im Oktober 1969 traf er im makrobiotischen Restaurant „Seed“ auf der Londoner Fulham Road auf Marc Bolan. Finn gestaltete dort gerade psychedelische Wandmalereien, und ein gemeinsamer Freund machte die Musiker miteinander bekannt. Bolan suchte einen neuen musikalischen Partner für sein Duo Tyrannosaurus Rex, weil er sich kurz zuvor von seinem bisherigen Mitmusiker Steve Peregrin Took (* 28. Juli 1949; † 27. Oktober 1980) wegen dessen Drogenproblemen und Ambitionen, eigenes Material zu veröffentlichen, getrennt hatte.
Finn galt zwar nicht als herausragender Musiker, sah aber gut aus und passte ins visuelle Image der sich formierenden Band um Bolan. Nach einer erfolgreichen England-Tournee ab November 1969 und der Veröffentlichung der LP „A Beard Of Stars“ im März 1970 benannte Bolan die Band im Oktober 1970 in die Kurzform T. Rex um und ergänzte die Formation um den Bassisten Steve Currie (* 20. Mai 1947; † 28. April 1981) und wenig später um den Schlagzeuger Bill Legend (* 8. Mai 1946).
Der Bongo-Spieler und bekennende Motorradfan Mickey Finn wurde zum unverzichtbaren Sidekick des extrovertierten Marc Bolan. Im Januar 1975 verließ er T. Rex. In den 1980er- und 1990er-Jahren arbeitete er als Studiomusiker, beispielsweise für die schottische Independent-Band The Soup Dragons oder die schottische Pop-Soul-Gruppe The Blow Monkeys.
Am 30. September 1997 wurden Mickey Finn, Bolans Sohn Rolan Seymour Feld (* 26. September 1975) sowie die ehemaligen T. Rex-Musiker Jack Green (* 12. März 1951, Gitarre) und Paul Fenton (* 4. Juli 1946, Schlagzeug) anlässlich des 20. Todestages zu einem Erinnerungskonzert für den charismatischen Leadsänger in die Aufführungshalle „Cambridge Corn Exchange“ eingeladen. Die große Resonanz ermutigte Finn, Green und Fenton, zusammen mit wechselnden Musikern die Revival-Kapelle T-Rex - The Band, später Mickey Finn's T-Rex zu gründen. Nach kurzer Zeit stieg Green aus und wurde durch Ex-Smokie-Gitarrist Alan Silson (* 21. Juni 1951) ersetzt, dieser dann durch Ex-Saxon-Gitarrist Graham Oliver. Die Band, die nach Finns Tod unter dem Namen T-Rex – A Celebration Of Marc And Mickey auftritt, tourt auch jetzt noch durch kleinere englische Veranstaltungshallen und wird gerne für deutsche Oldie-Festivals gebucht. Den Nachruhm teilt sie sich unter anderem mit der 1992 ins Leben gerufenen Londoner Tributeband T.Rextasy.
Am 11. Januar 2003 starb Mickey Finn im Mayday University Hospital des Südlondoner Stadtbezirks Croydon an Leber- und Nierenversagen und wurde am 5. Februar 2003 im engsten Familienkreis im Beckenham Crematorium beigesetzt.

## Zitate
- „Seit Mickey ein Teil von T. Rex ist, wurde die Musik freier, entspannter, und wir können improvisieren – was wir vorher nicht konnten.“ (engl.: „Since Mickey became a part of T. Rex the music has become freer, more relaxed, and we can improvise – which we could not do before.“; Marc Bolan auf einem Programmzettel für das „Castle Rock“-Konzert am 5. Juni 1970)
- „T.D.: In vier kurzen Jahren hat T. Rex großen musikalischen Einfluss gewonnen. Was denkst Du über den Verlauf der Veränderungen im Musikstil von T. Rex von 1970 bis 1974? Mickey: Am Anfang liebte uns der Underground. Wir waren nicht am Geld interessiert ... Dann wurde es kommerzieller.“ (engl.: „T.D.: In four short years, T.Rex covered much musical ground. What are your thoughts on the progression of T.Rex's changes in musical style from 1970 through 1974? Mickey: In the beginning, the underground loved us. We were not interested in money... then it became more commercial.“; Mickey Finn Speaks Out, Interview von Mickey Finn auf der Till Dawn Website, 1. Februar 2000)
- „Mickey konnte es mit Steve Took als Perkussionist oder als Nebenstimme nicht aufnehmen. Aber auf Grund seines guten Aussehens, und manche sagen, weil sich Marc in Mickeys 650 cm³ Triumph Motorrad verliebte, wurde er engagiert. Es gab zwischen den beiden noch viele andere gemeinsame Interessen. Beide waren von UFOs besessen, beide mochten den Rock ’n’ Roll der 1950er-Jahre und beide erfuhren, dass sie stundenlang miteinander improvisieren konnten; etwas, das Marc selten mit Steve tun konnte – besonders gegen Ende hin.“ (engl.: „Mickey was no match to Steve Took as a percussionist or as a backing vocalist. But on the strength of his good looks and, some say, because Marc fell in Love with Mickey's 650cc Triumph motorcycle, he was hired. There were many other mutual interests between the two as well. Both were obsessed with UFOs, both liked 50's rock and roll, and both found that they could Jam together for hours; something Marc had rarely been able to do with Steve - especially near the end.“; Marc Bolan – Tyrannosaurus Rex Years von David Regenold, * 26. November 1958, Elektroingenieur und T. Rex-Fan aus Tempe (Arizona))

## Diskografie
mit Tyrannosaurus Rex / T. Rex (siehe dort)

### Mickey Finn’s T-Rex
- Renaissance (2000)

## DVD
- Mickey Finn´s T-Rex – Back In Business – Live-Konzert aus dem Stage Theatre, Kent/England am 19. Oktober 2001